# محطم الثلج
محطم الثلج (بالإنجليزية: Snowpiercer)‏ هو فيلم حركة وخيال علمي كوري جنوبي-أمريكي 2013 متسوحى من الرواية الفرنسية المصورة «Le Transperceneige» من تأليف جاك لوب وبنجامين ليجراند وجان مارك راشيت. الفيلم من إخرج بونغ جون هو وكتابة بونغ وكيلي ماسترسون.
الفيلم يمثل أول عمل باللغة الإنكليزية ل بونغ جون هو؛ حوالي 80 % من الفيلم صور بالإنكليزية.
الفيلم من بطولة كريس إيفانز وجيمي بيل وجون هرت وتيلدا سوينتون واوكتافيا سبنسر. بدأ تصوير الفيلم في 16 أبريل 2012 في استوديو باراندوف في مدينة براغ، ثم في كوريا الجنوبية.

## طاقم التمثيل
- كريس إيفانز
- جيمي بيل
- جون هرت
- تيلدا سوينتون
- اوكتافيا سبنسر
- سونغ كانغ هو

## القصة
في العام 2014، تفشل تجربة لمواجهة الاحتباس الحراري مما سبب بداية عصر جليدي وتنتهى تقريباً كل الحياة على الأرض. الناجون الوحيدون يعيشون على متن قطار دائم الحركة يدعى «محطم الثلج» (Snowpiercer).

## الاستقبال النقدي
لاقى محطم استحسان كبير من النقاد. 90% من المراجعات جائت إيجابية على موقع الطماطم الفاسدة بنائاً على 29 مراجعة نقدية، مع متوسط تقييم 10/7.7.

## روابط خارجية
- الموقع الرسمي
- محطم الثلج على موقع IMDb (الإنجليزية)
- محطم الثلج على موقع ميتاكريتيك (الإنجليزية)
- محطم الثلج على موقع روتن توميتوز (الإنجليزية)
- محطم الثلج على موقع نتفليكس (الإنجليزية)
- محطم الثلج على موقع قاعدة بيانات الأفلام العربية
- محطم الثلج على موقع ألو سيني (الفرنسية)
- محطم الثلج على موقع Turner Classic Movies (الإنجليزية)
- محطم الثلج على موقع أول موفي (الإنجليزية)
- محطم الثلج على موقع بوكس أوفيس موجو (الإنجليزية)
- محطم الثلج على موقع فيلمافينيتي (الإسبانية)